# 箕輪村 (福島県安積郡)
箕輪村（みのわむら）は福島県安積郡にかつて存在した村である。

## 地理
- 現在の郡山市の南西部、旧湖南村の南部に位置する。
- 村域は山がちな地形である。

## 歴史

### 村域の変遷
- 1889年（明治22年）4月1日 - 町村制施行により、中野村・三代村が合併し安積郡箕輪村が発足。
- 1892年（明治25年）7月21日 - 箕輪村は分割により、消滅。
  - 箕輪村の一部（中野）は分立し中野村が発足。
  - 箕輪村の残部（三代）は分立し三代村が発足。

変遷表
| 1868年 以前 | 1868年 以前 | 明治8年 | 明治22年 4月1日 | 明治25年 7月21日 | 昭和30年 3月31日 | 昭和40年 5月1日 | 現在   |
| ----------- | ----------- | ------- | --------------- | ---------------- | ---------------- | --------------- | ------ |
|             | 中地村      | 中野村  | 箕輪村          | 中野村 分立      | 湖南村           | 郡山市          | 郡山市 |
|             | 安佐野村    | 中野村  | 箕輪村          | 中野村 分立      | 湖南村           | 郡山市          | 郡山市 |
|             | 三代村      | 三代村  | 箕輪村          | 三代村 分立      | 湖南村           | 郡山市          | 郡山市 |

## 大字
- 中野（なかの）
- 三代（みよ）

## 人口
総数 [単位： 人]
| 1891年（明治22年） | 1,487 |